# Zarządzanie Bezpieczeństwem Funkcjonalnym
Zarządzanie Bezpieczeństwem Funkcjonalnym, ZBF – koncepcja zarządzania bezpieczeństwem w oparciu o pojęcia i zapisy norm Międzynarodowej Komisji Elektrotechnicznej – normę IEC61508 oraz normę sektorową IEC61511 (dla przemysłu procesowego) i innych.
Klasyczne pojęcia z zakresu bezpieczeństwa funkcjonalnego:
- SIL – safety integrity level – poziom nienaruszalności bezpieczeństwa (przyjmuje wartość od I do IV);
- ALARP – as low as reasonably practicable – tak niskie jak to praktycznie możliwe (o ryzyku);
- LOPA – layer of protection analizes – analiza warstw bezpieczeństwa;
- TOR – tolerable operation risk – tolerowany poziom ryzyka eksploatacji.

W Polsce zagadnieniami dotyczącymi ZBF zajmuje się między innymi zespół prof. Kazimierza T. Kosmowskiego z Wydziału Elektrotechniki i Automatyki Politechniki Gdańskiej.
W roku 2004 we wrześniu odbyła się I Konferencja naukowo techniczna pt. Zarządzanie Bezpieczeństwem Funkcjonalnym w Juracie. Efektem była między innymi opracowana monografia w języku polskim. W roku 2007 w październiku odbyła się II Konferencja naukowo techniczna pt. "Zarządzanie Bezpieczeństwem Funkcjonalnym" w Juracie. Na Konferencji zaprezentowano również monografię w jęz. angielskim pod red. Kazimierza T. Kosmowskiego pt. "Functional Safety Management in Critical Systems", w której znajduje się kompendium aktualnej wiedzy z elementami praktyki w omawianym obszarze.
W roku 2008 i 2009 kontynuowano prace w różnych gremiach nad zagadnieniami rozwoju wiedzy o ZBF, jak również programów szkoleniowych i kompetencyjnych. Powołany przez UDT zespół pod przewodnictwem prof. K. T. Kosmowskiego koordynuje te zagadnienia.